# The Four of Us Are Dying
"The Four of Us Are Dying" is een aflevering van de Amerikaanse televisieserie The Twilight Zone.

## Plot

### Opening
His name is Arch Hammer, he's 36 years old. He's been a salesman, a dispatcher, a truck driver, a con man, a bookie, and a part-time bartender. This is a cheap man, a nickel-and-dime man, with a cheapness that goes past the suit and the shirt; a cheapness of mind, a cheapness of taste, a tawdry little shine on the seat of his conscience, and a dark-room squint at a world whose sunlight has never gotten through to him. But Mr. Hammer has a talent, discovered at a very early age. This much he does have. He can make his face change. He can twitch a muscle, move a jaw, concentrate on the cast of his eyes, and he can change his face. He can change it into anything he wants. Mr. Archie Hammer, jack-of-all-trades, has just checked in at three-eighty a night, with two bags, some newspaper clippings, a most odd talent, and a master plan to destroy some lives.
— Rod Serling

### Verhaal
Arch Hammer is een oplichter die de gave heeft zijn gezicht te vervormen zodat hij zich voor kan doen als meerdere personen. Hij gaat naar een nachtclub, waar hij de trompetspeler Johnny Foster imiteert om Fosters vriendin het hof te maken. Hammer bezoekt vervolgens Mr. Penell, vermomd als de vermoorde gangster Virgil Sterig. Penell is de man die Sterig had laten vermoorden, dus door hem te laten denken dat de aanslag is mislukt kan Hammer Penell een grote som geld afhandig maken.
Penell doorziet het bedrog echter en stuurt zijn mannen achter Hammer aan. Hammer vlucht een steegje in en verandert daar in een dubbelganger van bokser Andy Marshak. Nog steeds vermomd loopt hij Marsaks vader tegen het lijf, die hem voor de echte Marshak aanziet. De echte Marshak heeft blijkbaar net zijn moeders hart gebroken en het leven van een jonge vrouw geruïneerd. Hammer duwt de oude man aan de kant en keert terug naar zijn hotelkamer.
Een detective komt naar het hotel en neemt Hammer mee voor ondervraging. Door wederom in Marshak te veranderen kan Hammer het politiegebouw ontvluchten, maar botst buiten alweer tegen Marshaks vader op. Deze heeft ditmaal een pistool klaar. Hammer probeert zich terug te veranderen naar zijn normale uiterlijk om te bewijzen dat hij niet de echte Marshak is, maar voor hij zich genoeg kan concentreren schiet Marshaks vader hem dood.
Terwijl Hammer op de grond ligt te sterven, verandert zijn gezicht nog een paar maal tot hij uiteindelijk met zijn eigen gezicht sterft.

### Slot
He was Arch Hammer, a cheap little man who just checked in. He was Johnny Foster, who played a trumpet and was loved beyond words. He was Virgil Sterig, with money in his pocket. He was Andy Marshak, who got some of his agony back on a sidewalk in front of a cheap hotel. Hammer, Foster, Sterig, Marshak—and all four of them were dying.
— Rod Serling

## Rolverdeling
- Harry Townes: Arch Hammer
- Phillip Pine: Virgil Sterig
- Don Gordon: Andy Marshak
- Ross Martin: Johnny Foster
- Peter Brocco: Pop Marshak
- Beverly Garland: Maggie
- Milton Frome: Detective

## Achtergrond
Het scenario van de aflevering werd geschreven door Rod Serling, gebaseerd op het nooit gepubliceerd verhaal “All of Us Are Dying” van George Clayton Johnson.
In 2005 werd deze aflevering bewerkt tot een toneelstuk door 4 Letter Entertainement.
De eindscène van de aflevering werd geparodieerd in de animatieserie Batman: The Animated Series. In die aflevering veranderd Clayface in verschillende personages die hij als acteur heeft gespeeld alvorens te sterven. De eindscène werd ook op deze manier geparodieerd in de film Terminator 2: Judgment Day, waarin de T-1000 nog eenmaal een paar oude gedaantes aanneemt voor zijn vernietiging.